# Edward FitzRoy
Edward Algernon FitzRoy (ur. 24 lipca 1869, zm. 3 marca 1943) – brytyjski polityk, młodszy syn Charlesa FitzRoya, 3. barona Southampton i Ismanii Catherine Nugent. W młodości pełnił funkcję Page of Honour na dworze królowej Wiktorii.
W latach 1896–1921 zasiadał w Radzie Hrabstwa Northamptonshire. W 1900 r. został wybrany do Izby Gmin z okręgu Northamptonshire South. W Izbie zasiadał do 1906 r. Cztery lata później został ponownie wybrany w tym samym okręgu. Podczas I wojny światowej, jako członek Parlamentu (Member of Parliament, MP) brał udział w walkach we Francji jako kapitan 1. Regimentu Life Guards i został ranny w pierwszej bitwie pod Ypres.
W 1918 r. został ponownie wybrany do Parlamentu z okręgu Daventry. W 1923 r. został Speakerem Izby Gmin. Urząd ten pełnił aż do śmierci. W 1931 r. został doktorem prawa Uniwersytetu Cambridge, zaś w 1934 r. Honorowym Doktorem Prawa Cywilnego Uniwersytetu Oksfordzkiego. Był również członkiem Tajnej Rady.
19 listopada 1891 r. poślubił Muriel Douglas-Pennant, późniejszą 1. wicehrabinę Daventry (8 sierpnia 1869 - 1962), córkę podpułkownika Archibalda Douglas-Pennanta i Harriet Elli Gifford, córki Roberta Gifforda, 2. barona Gifford. Edward i Muriel mieli razem trzech synów i córkę:
- Robert Oliver FitzRoy (10 stycznia 1893 - 1986), 2. wicehrabia Daventry
- Nancy Jean FitzRoy (31 maja 1894 - ?)
- kapitan Michael Algernon FitzRoy (27 czerwca 1895 - 15 kwietnia 1915), zginął podczas I wojny światowej
- komandor John Maurice FitzRoy (20 marca 1897 - 1976), poślubił Lucię Charlottę Susan Newdegate, miał dzieci, m.in. 3. wicehrabiego Daventry